# Visions simultanées
Visions simultanées est un tableau réalisé par le peintre italien Umberto Boccioni vers 1912. Cette huile sur toile futuriste est un paysage urbain sur lequel se penche le profil gauche d'une femme placée en hauteur, son visage se reflétant manifestement dans la vitre de sa fenêtre. L'œuvre est conservée au musée Von-der-Heydt, à Wuppertal, en Allemagne.